# Unia Arabskich Związków Piłkarskich
Unia Arabskich Związków Piłkarskich (ang. Union of Arab Football Associations, arab. الإتحاد العربي لكرة القدم, fr. Union des Associations de Football Arabe), oficjalny skrót UAFA – międzynarodowa organizacja, która zrzesza 22 narodowe federacje piłki nożnej krajów arabskich (12 członków AFC i 10 członków CAF).

## Historia
UAFA została założona w 1974 roku w stolicy Libii - Trypolisie. Natomiast w 1976 roku w stolicy Syrii - Damaszku zostało zorganizowane walne zgromadzenie i wtedy główna siedziba została przeniesiona do saudyjskiego miasta - Rijad, gdzie do dziś się znajduje siedziba UAFY.

## Członkowie
UAFA ma 22 członków (w tym 12 członków AFC i 10 członków CAF) i dlatego organizacja jest podzielona geograficznie na 2 części.

### Azja (AFC)
- Arabia Saudyjska
- Bahrajn
- Irak
- Jemen
- Jordania
- Katar
- Kuwejt
- Liban
- Oman
- Palestyna
- Syria
- Zjednoczone Emiraty Arabskie

### Afryka (CAF)
- Algieria
- Dżibuti
- Egipt
- Komory
- Libia
- Mauretania
- Maroko
- Somalia
- Sudan
- Tunezja

## Przedstawiciele na Mistrzostwach Świata
- 1930 - brak
- 1934 -  Egipt
- 1938 - brak
- 1950 - brak
- 1954 - brak
- 1958 - brak
- 1962 - brak
- 1966 - brak
- 1970 -  Maroko
- 1974 - brak
- 1978 -  Tunezja
- 1982 -  Algieria,  Kuwejt
- 1986 -  Algieria,  Irak,  Maroko
- 1990 -  Egipt,  Zjednoczone Emiraty Arabskie
- 1994 -  Arabia Saudyjska,  Maroko
- 1998 -  Arabia Saudyjska,  Maroko,  Tunezja
- 2002 -  Arabia Saudyjska,  Tunezja
- 2006 -  Arabia Saudyjska,  Tunezja
- 2010 -  Algieria
- 2014 -  Algieria
- 2018 -  Arabia Saudyjska,  Egipt,  Maroko,  Tunezja

## Przedstawiciele na Pucharze Konfederacji
- 1992 -  Arabia Saudyjska
- 1995 -  Arabia Saudyjska
- 1997 -  Arabia Saudyjska,  Zjednoczone Emiraty Arabskie
- 1999 -  Arabia Saudyjska,  Egipt
- 2001 - brak
- 2003 - brak
- 2005 -  Tunezja
- 2009 -  Egipt,  Irak
- 2013 - brak

## Osiągnięcia

### Puchar Azji
| Reprezentacja    | Zwycięstwo           | Finał                | 3 miejsce | 4 miejsce |
| ---------------- | -------------------- | -------------------- | --------- | --------- |
| Arabia Saudyjska | 3 (1984, 1988, 1996) | 3 (1992, 2000, 2007) | -         | -         |
| Bahrajn          | -                    | -                    | -         | 1 (2004)  |
| Irak             | 1 (2007)             | -                    | -         | 1 (1976)  |
| Kuwejt           | 1 (1980)             | 1 (1976)             | 1 (1984)  | 1 (1996)  |
| ZEA              | -                    | 1 (1996)             | -         | 1 (1992)  |

### Puchar Narodów Afryki
| Reprezentacja | Zwycięstwo                                   | Finał          | 3 miejsce            | 4 miejsce            |
| ------------- | -------------------------------------------- | -------------- | -------------------- | -------------------- |
| Algieria      | 2 (1990,2019)                                | 1 (1980)       | 2 (1984, 1988)       | 1 (1982)             |
| Egipt         | 7 (1957, 1959, 1986, 1998, 2006, 2008, 2010) | 1 (1962)       | 3 (1963, 1970, 1974) | 3 (1976, 1980, 1984) |
| Libia         | -                                            | 1 (1982)       | -                    | -                    |
| Maroko        | 1 (1976)                                     | 1 (2004)       | 1 (1980)             | 2 (1986, 1988)       |
| Sudan         | 1 (1970)                                     | 2 (1959, 1963) | 1 (1957)             | -                    |
| Tunezja       | 1 (2004)                                     | 2 (1965, 1996) | 1 (1962)             | 3 (1978, 2000,2019)  |

### Puchar Konfederacji
| Reprezentacja    | Zwycięstwo | Finał    | 3 miejsce | 4 miejsce |
| ---------------- | ---------- | -------- | --------- | --------- |
| Arabia Saudyjska | -          | 1 (1992) | -         | 1 (1999)  |
| Egipt            | -          | -        | -         | -         |
| Irak             | -          | -        | -         | -         |
| Tunezja          | -          | -        | -         | -         |
| ZEA              | -          | -        | -         | -         |

## Turnieje
| Międzynarodowe - Puchar Narodów Arabskich - Palestyński Puchar Narodów (już nie odbywający się) - The Pan Arab Games - Arabskie Mistrzostwa Kobiet - Arabskie Mistrzostwa w futsalu | Młodzieżowe - Arabskie Mistrzostwa U-20 - Arabskie Mistrzostwa U-17 - Arabskie Mistrzostwa U-15 - Palestyński Puchar Narodów dla młodzieży (już nie odbywający się) | Klubowe - Puchar UAFA - Arabska Liga Mistrzów - Arabski Superpuchar (już nie odbywający się) | Regionalne - Puchar Narodów Gulf - Puchar Narodów Gulf U-23 - Puchar Narodów Gulf U-17 - Liga Mistrzów Gulf |